# Emancypantki
Emancypantki – powieść społeczno-obyczajowa polskiego pisarza Bolesława Prusa. Wydana w odcinkach w latach 1890–1893 w piśmie „Kurier Codzienny”, a w formie książkowej w roku 1894. Głównym tematem podejmowanym w utworze jest emancypacja kobiet w XIX wieku. Temat ten jest pretekstem do krytycznego nakreślenia stosunków społecznych tego okresu.

## Treść
Akcja Emancypantek rozgrywa się na ziemiach polskich w II połowie XIX wieku. Główna bohaterka – panna Magdalena Brzeska jest altruistką, ale jednocześnie osobą naiwną i zagubioną. Otaczający bohaterkę świat obłudy i zakłamania przytłacza ją i doprowadza do załamania. Nie pomagają mądre rady profesora Dębickiego, którego ustami Prus przedstawia swoje własne opinie. Pod koniec powieści Magdalena odrzuca propozycję małżeństwa z arystokratą Stefanem Solskim i wstępuje do klasztoru, uciekając przed problemami.
Jedną z ważniejszych bohaterek epizodycznych jest występująca w pierwszym tomie powieści pani Latter, prowadząca pensję dla dziewcząt. Jej szkoła nie wytrzymuje presji silnej konkurencji oraz stosunków, w których liczą się tylko pieniądze. Ostatecznie pani Latter przegrywa. Zostaje zastąpiona przez przedstawicielkę nowych tendencji – panią Malinowską, kierującą się w życiu chłodnym wyrachowaniem.

## Adaptacje sceniczne i filmowe
Powieść lub jej fragmenty były przedmiotem adaptacji teatralnych Jarosława Iwaszkiewicza i Jerzego Mieczysława Rytarda pt. Pensja pani Latter (1953) oraz Adama Hanuszkiewicza pt. Pani Latter (1968). W 1982 roku powstał film w reżyserii Stanisława Różewicza pt. Pensja pani Latter.